# JaVale McGee
JaVale Lindy McGee (Flint, 19 gennaio 1988) è un cestista statunitense.

## Biografia
Figlio dei cestisti George Montgomery e Pamela McGee, è fratello di Imani McGee-Stafford. Vegano dal 2015, ritiene che la dieta priva di carne e derivati gli abbia consentito di migliorare la condizione fisica. Nel 2020 ha investito 5 milioni di dollari nella società Outstanding Foods, specializzata in prodotti vegani, nota per aver raccolto diversi investimenti da parte di personaggi pubblici, come Snoop Dogg, Rob Dyrdek e Daniella Monet.

## Carriera

### Washington Wizards
Dopo aver giocato due anni la University of Nevada dal 2006 al 2008, si è dichiarato eleggibile al Draft NBA 2008. Scelto come 18ª chiamata assoluta dai Washington Wizards, ha firmato un contratto biennale da 2,4 milioni di dollari.
Il 6 gennaio 2011 è stato scelto per partecipare all'NBA Slam Dunk Contest durante l'NBA All-Star Weekend 2011. McGee è stato il primo giocatore dei Wizards ad aver mai partecipato a questo evento. Ha chiuso in seconda posizione, alle spalle di Blake Griffin, nonostante una schiacciata compiuta con tre palloni.
Il 15 marzo 2011, nella sconfitta 98-79 contro i Chicago Bulls, McGee ha messo a segno la sua prima tripla doppia in carriera, con 11 punti, 12 rimbalzi e 12 stoppate. Non accadeva dal 2001 che un giocatore mettesse a referto un tale numero di stoppate in una partita NBA: l'ultimo era stato Keon Clark dei Toronto Raptors, che a sua volta ne aveva messe a segno 12.

### Denver Nuggets (2012-2015)
Dopo 4 stagioni e 255 partite con i Wizards, il 15 marzo 2012 è stato inserito in uno scambio con i Denver Nuggets insieme al compagno Ronny Turiaf (poi subito tagliato), in cambio di Nenê. Ai Nuggets, McGee ha giocato da titolare 5 delle 20 partite disputate dalla squadra del Colorado, ed è riuscito a centrare gli NBA Playoffs 2012 in virtù del 6º posto nella NBA Western Conference.
Il 19 luglio 2012 ha firmato il prolungamento del contratto con i Denver Nuggets per altri 4 anni, e il 1º gennaio 2013 segna la prima tripla della sua carriera contro i Los Angeles Clippers.

### Philadelphia 76ers (2015)
Il 19 febbraio 2015 viene ceduto insieme a una prima scelta al draft e ai diritti su Chukwudiebere Maduabum ai Philadelphia 76ers in cambio dei diritti su Cenk Akyol. Tuttavia dopo sole 6 partite disputate il 2 marzo, dopo aver trovato l'accordo per la rescissione, lascia la squadra.

### Dallas Mavericks (2015-2016)
Dopo aver lasciato i 76ers McGee sperimenta il mercato dei free agent, firmando un biennale con i Dallas Mavericks a partire dalla stagione 2015-2016. Tuttavia l'8 luglio 2016 dopo una stagione in cui ha giocato solo 34 partite (solo 2 da titolare) viene tagliato dalla franchiga texana.

### Golden State Warriors (2016-2018)
Il 1º agosto 2016 firma un contratto al minimo salariale e non garantito con i Golden State Warriors. Dopo essersi giocato il posto finale in squadra, alla fine della pre-season viene incluso nella rosa finale degli Warriors. Esordisce con i gialloblù nella partita inaugurale della stagione contro i San Antonio Spurs persa 129-100, entrando nel garbage time. Ha vinto l'anello nel 2016-2017 (in cinque gare) e nel 2017-2018 (in quattro gare), sempre contro i Cleveland Cavaliers.

### Los Angeles Lakers (2018-2020)
Nel 2018 firma un contratto biennale con i Los Angeles Lakers. Nella stagione successiva vince il suo terzo anello in carriera, dopo i due conquistati con i Warriors, battendo nelle Finals i Miami Heat per 4 a 2.

### Cleveland Cavaliers (2020-2021)
Nel 2020 firma un contratto biennale da 8,2 milioni di dollari con i Cleveland Cavaliers che, in cambio del centro più una scelta al secondo giro al draft, offrono ai Los Angeles Lakers i contratti di Jordan Bell e Alfonzo McKinnie.

### Phoenix Suns (2021-2022)
Dopo un breve ritorno ai Denver Nuggets ed entranto in free agency nell'offseason, firma un contratto annuale con i Phoenix Suns.

### Ritorno ai Dallas Mavericks (2022-)
A luglio 2022 firma un accordo triennale con i Dallas Mavericks, facendo ritorno alla franchigia texana dopo la stagione 2015-2016

## Shaqtin' A Fool

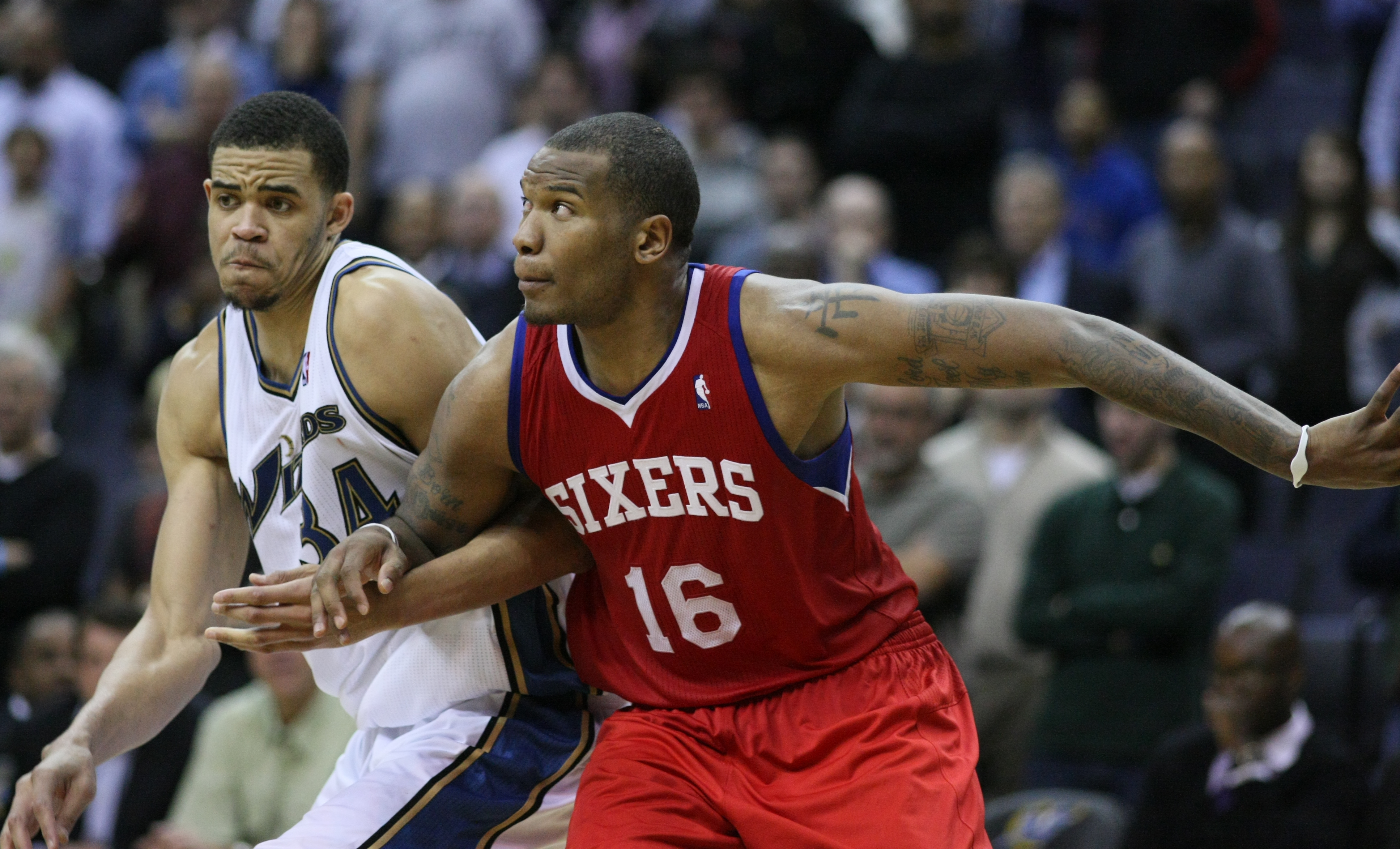
Javale McGee (sinistra) con la canotta degli Washington Wizards contro Marreese Speights (destra) che all'epoca giocava nei Philadelphia 76ers.

JaVale McGee in più di un'occasione venne inserito nello Shaqtin'a fool da Shaquille O'Neal, per i suoi errori in campo, vincendo addirittura in 2 casi lo Shaqtin' MVP.

## Statistiche
| † | Denota una stagione in cui ha vinto il titolo |
| * | Primo nella lega                              |

### NCAA
| Anno      | Squadra          | PG | PT | MP   | TC%  | 3P%  | TL%  | RP  | AP  | PRP | SP  | PP   |
| --------- | ---------------- | -- | -- | ---- | ---- | ---- | ---- | --- | --- | --- | --- | ---- |
| 2006-2007 | Nevada Wolf Pack | 33 | 0  | 10,0 | 60,0 | 66,7 | 47,1 | 2,2 | 0,1 | 0,2 | 0,9 | 3,3  |
| 2007-2008 | Nevada Wolf Pack | 33 | 31 | 27,3 | 52,9 | 33,3 | 52,5 | 7,3 | 0,6 | 0,8 | 2,8 | 14,1 |
| Carriera  | Carriera         | 66 | 31 | 18,7 | 54,2 | 35,6 | 51,4 | 4,8 | 0,4 | 0,5 | 1,9 | 8,7  |

#### Massimi in carriera
- Massimo di punti: 26 vs Louisiana Tech (1º marzo 2008)[14]
- Massimo di rimbalzi: 18 vs Central Florida (16 dicembre 2007)
- Massimo di assist: 2 (3 volte)
- Massimo di palle rubate: 3 (2 volte)
- Massimo di stoppate: 7 vs Northern Iowa (22 dicembre 2007)
- Massimo di minuti giocati: 35 (2 volte)

### NBA

#### Regular Season
| Anno       | Squadra             | PG  | PT  | MP   | TC%  | 3P%  | TL%  | RP  | AP  | PRP | SP  | PP   |
| ---------- | ------------------- | --- | --- | ---- | ---- | ---- | ---- | --- | --- | --- | --- | ---- |
| 2008-2009  | Wash. Wizards       | 75  | 14  | 15,2 | 49,4 | -    | 66,0 | 3,9 | 0,3 | 0,4 | 1,0 | 6,5  |
| 2009-2010  | Wash. Wizards       | 60  | 19  | 16,1 | 50,8 | 0,0  | 63,8 | 4,0 | 0,2 | 0,3 | 1,7 | 6,4  |
| 2010-2011  | Wash. Wizards       | 79  | 75  | 27,8 | 55,0 | 0,0  | 58,3 | 8,0 | 0,5 | 0,5 | 2,4 | 10,1 |
| 2011-2012  | Wash. Wizards       | 41  | 40  | 27,4 | 53,5 | -    | 50,0 | 8,0 | 0,6 | 0,6 | 2,5 | 11,9 |
| 2011-2012  | Denver Nuggets      | 20  | 5   | 20,6 | 61,2 | -    | 37,3 | 5,8 | 0,3 | 0,5 | 1,6 | 10,3 |
| 2012-2013  | Denver Nuggets      | 79  | 0   | 18,1 | 57,5 | 100  | 59,1 | 4,8 | 0,3 | 0,4 | 2,0 | 9,1  |
| 2013-2014  | Denver Nuggets      | 5   | 5   | 15,8 | 44,7 | -    | 100  | 3,4 | 0,4 | 0,2 | 1,4 | 7,0  |
| 2014-2015  | Denver Nuggets      | 17  | 0   | 11,5 | 55,7 | -    | 69,0 | 2,8 | 0,1 | 0,1 | 1,1 | 5,2  |
| 2014-2015  | Philadelphia 76ers  | 6   | 0   | 10,2 | 44,4 | -    | 50,0 | 2,2 | 0,3 | 0,0 | 0,2 | 3,0  |
| 2015-2016  | Dallas Mavericks    | 34  | 2   | 10,9 | 57,5 | 0,0  | 50,0 | 3,9 | 0,1 | 0,1 | 0,8 | 5,1  |
| 2016-2017† | G.S. Warriors       | 77  | 10  | 9,6  | 65,2 | 0,0  | 50,5 | 3,2 | 0,2 | 0,2 | 0,9 | 6,1  |
| 2017-2018† | G.S. Warriors       | 65  | 17  | 9,5  | 62,1 | 0,0  | 73,1 | 2,6 | 0,5 | 0,3 | 0,9 | 4,8  |
| 2018-2019  | L.A. Lakers         | 75  | 62  | 22,3 | 62,4 | 8,3  | 63,4 | 7,5 | 0,7 | 0,6 | 2,0 | 12,0 |
| 2019-2020† | L.A. Lakers         | 68  | 68  | 16,6 | 63,7 | 50,0 | 64,6 | 5,7 | 0,5 | 0,5 | 1,4 | 6,6  |
| 2020-2021  | Cleveland Cavaliers | 33  | 1   | 15,2 | 52,1 | 25,0 | 65,5 | 5,2 | 1,0 | 0,5 | 1,2 | 8,0  |
| 2020-2021  | Denver Nuggets      | 13  | 1   | 13,5 | 47,8 | 0,0  | 66,7 | 5,3 | 0,5 | 0,2 | 1,1 | 5,5  |
| 2021-2022  | Phoenix Suns        | 74  | 17  | 15,8 | 62,9 | 22,2 | 69,9 | 6,7 | 0,6 | 0,3 | 1,1 | 9,2  |
| 2022-2023  | Dallas Mavericks    | 42  | 7   | 8,5  | 64,0 | 40,0 | 58,5 | 2,5 | 0,3 | 0,1 | 0,6 | 4,4  |
| 2023-2024  | Sacramento Kings    | 46  | 0   | 7,4  | 59,8 | 14,3 | 57,8 | 2,7 | 0,4 | 0,3 | 0,4 | 4,0  |
| Carriera   | Carriera            | 909 | 343 | 16,1 | 57,8 | 19,2 | 60,4 | 5,0 | 0,4 | 0,4 | 1,4 | 7,6  |

#### Play-off
| Anno     | Squadra          | PG | PT | MP   | TC%   | 3P% | TL%  | RP  | AP  | PRP | SP   | PP  |
| -------- | ---------------- | -- | -- | ---- | ----- | --- | ---- | --- | --- | --- | ---- | --- |
| 2012     | Denver Nuggets   | 7  | 0  | 25,9 | 43,4  | -   | 53,8 | 9,6 | 0,7 | 0,7 | 3,1* | 8,6 |
| 2013     | Denver Nuggets   | 6  | 2  | 18,7 | 58,1  | -   | 38,9 | 5,2 | 0,0 | 0,7 | 1,0  | 7,2 |
| 2016     | Dallas Mavericks | 2  | 0  | 7,0  | 50,0  | -   | 33,3 | 1,5 | 0,0 | 0,5 | 0,0  | 2,0 |
| 2017†    | G.S. Warriors    | 16 | 1  | 9,3  | 73,2* | -   | 72,2 | 3,0 | 0,3 | 0,1 | 0,9  | 5,9 |
| 2018†    | G.S. Warriors    | 13 | 9  | 12,2 | 67,2  | 0,0 | 68,4 | 3,2 | 0,3 | 0,2 | 1,3  | 6,5 |
| 2020†    | L.A. Lakers      | 14 | 11 | 9,6  | 62,5  | 0,0 | 50,0 | 3,1 | 0,5 | 0,1 | 0,7  | 2,9 |
| 2021     | Denver Nuggets   | 4  | 0  | 8,5  | 30,0  | 0,0 | 33,3 | 3,0 | 0,8 | 0,3 | 1,3  | 2,0 |
| 2022     | Phoenix Suns     | 12 | 0  | 11,1 | 70,0* | 0,0 | 84,6 | 4,0 | 0,6 | 0,3 | 0,4  | 6,8 |
| Carriera | Carriera         | 74 | 23 | 12,4 | 61,6  | 0,0 | 57,1 | 4,0 | 0,4 | 0,3 | 1,0  | 5,6 |

#### Massimi in carriera
- Massimo di punti: 33 vs Brooklyn Nets (22 marzo 2019)[15]
- Massimo di rimbalzi: 20 vs Brooklyn Nets (22 marzo 2019)
- Massimo di assist: 4 (3 volte)
- Massimo di palle rubate: 3 (9 volte)
- Massimo di stoppate: 12 vs Chicago Bulls (15 marzo 2011)
- Massimo di minuti giocati: 51 vs Los Angeles Clippers (23 marzo 2011)

### Cronologia presenze e punti in Nazionale
| Cronologia completa delle presenze e dei punti in Nazionale - Stati Uniti | Cronologia completa delle presenze e dei punti in Nazionale - Stati Uniti | Cronologia completa delle presenze e dei punti in Nazionale - Stati Uniti | Cronologia completa delle presenze e dei punti in Nazionale - Stati Uniti | Cronologia completa delle presenze e dei punti in Nazionale - Stati Uniti | Cronologia completa delle presenze e dei punti in Nazionale - Stati Uniti | Cronologia completa delle presenze e dei punti in Nazionale - Stati Uniti | Cronologia completa delle presenze e dei punti in Nazionale - Stati Uniti |
| Data                                                                      | Città                                                                     | In casa                                                                   | Risultato                                                                 | Ospiti                                                                    | Competizione                                                              | Punti                                                                     | Note                                                                      |
| ------------------------------------------------------------------------- | ------------------------------------------------------------------------- | ------------------------------------------------------------------------- | ------------------------------------------------------------------------- | ------------------------------------------------------------------------- | ------------------------------------------------------------------------- | ------------------------------------------------------------------------- | ------------------------------------------------------------------------- |
| 25/07/2021                                                                | Saitama                                                                   | Francia                                                                   | 83 - 76                                                                   | Stati Uniti                                                               | Olimpiadi 2020 - Fase a gironi                                            | 2                                                                         | [ 16 ]                                                                    |
| 28/07/2021                                                                | Saitama                                                                   | Stati Uniti                                                               | 121 - 66                                                                  | Iran                                                                      | Olimpiadi 2020 - Fase a gironi                                            | 9                                                                         | [ 17 ]                                                                    |
| 03/08/2021                                                                | Saitama                                                                   | Stati Uniti                                                               | 119 - 84                                                                  | Rep. Ceca                                                                 | Olimpiadi 2020 - Fase a gironi                                            | 10                                                                        | [ 18 ]                                                                    |
| 05/08/2021                                                                | Saitama                                                                   | Stati Uniti                                                               | 97 - 78                                                                   | Australia                                                                 | Olimpiadi 2020 - Quarti di Finale                                         | 4                                                                         | [ 19 ]                                                                    |
| Totale                                                                    |                                                                           | Presenze                                                                  | 4                                                                         |                                                                           | Punti                                                                     | 25                                                                        |                                                                           |

## Palmarès
- Campionato NBA: 3

Golden State Warriors: 2017, 2018
Los Angeles Lakers: 2020